# 卡尔·克里斯蒂安·布鲁恩斯
卡尔·克里斯蒂安·布鲁恩斯（德語：Karl Christian Bruhns，1830年11月22日—1881年7月25日），是一位德国天文学家。

## 传记
他是一位锁匠的儿子，1851年始先后在博尔西格（Borsig）公司和柏林西门子及哈尔斯克（Halske）公司当钳工和技工。在柏林期间，他因超凡的计算能力引起了当时柏林天文台台长约翰·恩克的注意。1852年布鲁恩斯受聘为助理，1854年担任柏林天文台观察员，1859年又成为了柏林洪堡大学讲师。1860年他被聘为莱比锡大学天文系教授和新落成的天文台主任教授在那里建造台长。不久，在他的熟练指导下，该天文台迅速成为了欧洲最出色的天文机构之一。
他被称为是五颗彗星及可计算彗星和行星轨道的发现者，他的另一项重要工作是与欧洲三角测量法有关的大地测量。

## 著作
- 《Die astronomische Strahlenbrechung in ihrer historischen Entwicklung》. 莱比锡 1861年
- 《Geschichte und Beschreibung der Leipziger Sternwarte》. 莱比锡 1861年
- 《Atlas der Astronomie》. 莱比锡 1872年
- 《Biographie Enckes》. 莱比锡 1869年

## 参引
- bind 4, side 109 skrevet af observator (Kristiania) Jens Fredrik Schroeter